# وسام كندا
وسام  كندا (بالانجليزية: Order of Canada) (بالفرنسية: Ordre du Canada) هو الوسام الوطني الكندي يمنح إلى للدرجة الفخرية الثانية.

## إنشائه
بالتزامن مع الذكرى المئوية للاتحاد الكندي، تم إنشاء النظام المكون من ثلاثة مستويات في عام 1967 كزمالة تعترف بالجدارة المتميزة أو الخدمة المتميزة للكنديين الذين يصنعون فرقًا كبيرًا لكندا من خلال مساهمات مدى الحياة في كل مجال من مجالات المساعي، وكذلك جهود غير الكنديين الذين جعلوا العالم أفضل من خلال أفعالهم. تُمنح العضوية لأولئك الذين يجسدون الشعار اللاتيني للرهبنة، desiderantes meliorem patriam، تعني «يريدون وطنًا أفضل». المستويات الثلاثة للترتيب هي رفيق ومسؤول وعضو؛ قد يتم منح أفراد معينين عضوية استثنائية وقد يحصل المستحقون من غير الكنديين على إستحقاق فخري في كل درجة.

## الدرجات
يعتبر العاهل الكندي الذي يُنظر إليه على أنه ينبوع شرف، في قمة وسام كندا بصفته صاحب السيادة، يليه الحاكم العام الذي يشغل منصب مستشار الزمالة. بعد ذلك تتبع ثلاث درجات، مرتبة حسب الأسبقية:
- رفيق (بالفرنسية: Compagnon)‏
- ضابط (بالفرنسية: Officier)‏
- عضو (بالفرنسية: Membre)‏

ولكل منها أحرف اسمية متوافقة يحق للأعضاء استخدامها. يتم أيضًا تعيين كل حاكم عام شاغل للمنصب باعتباره الرفيق الرئيسي طوال فترة وجوده في منصب نائب الملك ويستمر كرفيق غير عادي بعد ذلك. ويجوز تعيين أي حاكم عام، أو قرينة نائبية، أو حاكم عام سابق، أو قرينة نائبة سابقة، أو عضوًا في العائلة المالكة الكندية كرفيق أو مسؤول أو عضو غير عادي. الترقيات في الدرجة ممكنة، على الرغم من أن هذا لا يتم عادةً في غضون خمس سنوات من التعيين الأولي، ويمكن إجراء خمسة تعيينات فخرية كحد أقصى في أي من الدرجات الثلاثة بواسطة الحاكم العام كل سنة.

## تصميم الوسام
| شريط الشريط | شريط الشريط | شريط الشريط |
| رفيق        | ضابط        | عضو         |
| ----------- | ----------- | ----------- |
|             |             |             |

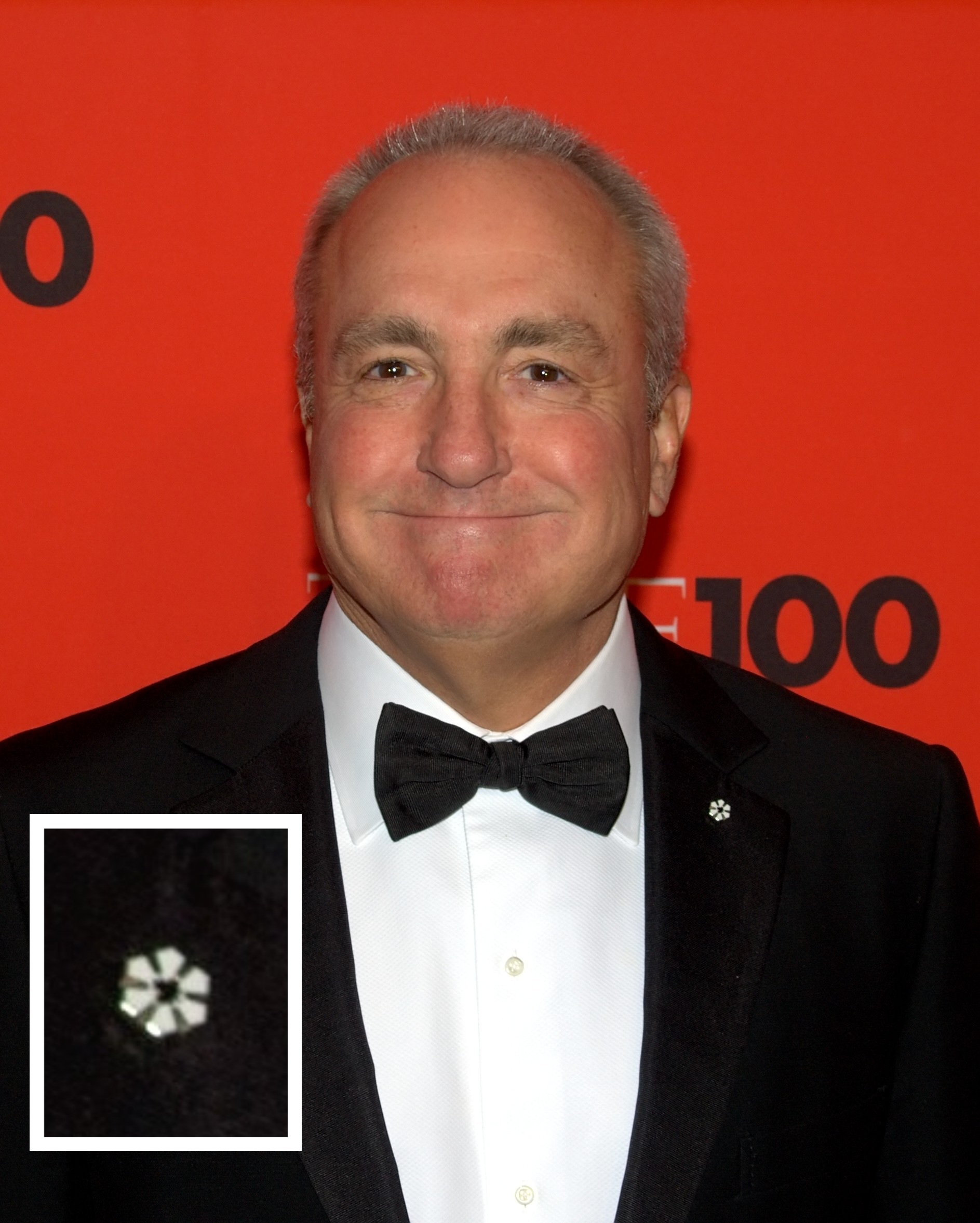
لورن مايكلز

تتكون الشارة الملكية من تاج مرصع بالجواهر من الذهب عيار 18 قيراطًا من الياقوت والزمرد والياقوت أزرق، ويتدلى منه تصميم ندفة ثلجية سداسية الشكل باللون الأبيض المطلي بالمينا، مع ستة أوراق متساوية وألماس بين كل منها، يوجد في المنتصف قرص يحمل ورقة قيقب من الياقوت المرصع بالبافيه على خلفية بيضاء من المينا، محاطًا من حافته بحلقة مينا حمراء تحمل شعار الطلب. يرتدي المستشار شارة رفيق، ويتم منحه عند تنصيبه بصفته الحاكم العام، طوق كسوة لارتدائه في مراسم تنصيب وسام كندا.
شارات المجندين ذات تصميم مشابه لشارة الملك، على الرغم من عدم وجود أحجار كريمة، مع وجود اختلافات طفيفة لكل درجة. بالنسبة للرفاق يكون الشعار مذهب بورقة قيقب حمراء بالمينا في القرص المركزي؛ بالنسبة للضباط، فهو مذهّب بورقة القيقب الذهبية؛ وبالنسبة للأعضاء تكون الشارة نفسها وورقة القيقب تكون فضية، ويعلو جميعها تاج سانت إدوارد، الذي يرمز إلى أن الأمر يرأسه صاحب السيادة، والعكس واضح باستثناء كلمة كندا.

## مشاهير حصلوا عليه
- روبرت سولتر: وسام كندا من رتبة ضابط (1977)، ثم رقي إلى رتبة رفيق (1997).